# Gare de Redon
Gare de Redon vasútállomás Franciaországban, Redon településen.

## Vasútvonalak
Az állomást az alábbi vasútvonalak érintik:
- Rennes–Redon-vasútvonal
- Savenay–Landerneau-vasútvonal

## Kapcsolódó állomások
A vasútállomáshoz az alábbi állomások vannak a legközelebb:
- Gare de Massérac (Gare de Rennes, Rennes–Redon-vasútvonal)
- Gare de Malansac (Gare de Landerneau, Savenay–Landerneau-vasútvonal)
- Gare de Sévérac (Gare de Savenay, Savenay–Landerneau-vasútvonal)